# آنتساهیدوها ببائو
آنتساهیدوها ببائو (به لاتین: Antsahidoha Bebao) یک منطقهٔ مسکونی در ماداگاسکار است که در ماینتریناوو واقع شده‌است. آنتساهیدوها ببائو ۹٬۰۰۰ نفر جمعیت دارد و ۶۶ متر بالاتر از سطح دریا واقع شده‌است.